# Terra di cinema
Terra di cinema est un festival du cinéma italien qui se déroule chaque année dans la commune de Tremblay-en-France.
Il est organisé par l’association Parfums d’Italie, le cinéma Jacques Tati et la ville de Tremblay-en-France.

## Palmarès

### Neuvième édition
La neuvième édition a eu lieu du 11 au 31 mars 2009.

### Dixième édition
La dixième édition a eu lieu du 26 mars au 6 avril 2010.
Ont été primés : 
- Prix du meilleur documentaire : In Purgatorio de Giovanno Cioni ; mention spéciale : La Bocca Del Lupo de Pietro Marcello
- Prix du public : La bella gente d'Ivano De Matteo
- Prix du court-métrage : Riviera 91 de Gabriele Di Munzio
- Meilleur court métrage d’animation : Nuvole Mani de Simone Massi

### Onzième édition
La onzième édition a eu lieu du 4 au 26 mars 2011.
Ont été primés :
- Grand prix du jury pour le meilleur film toutes catégories confondues : Io sono Tony Scott (it) de Franco Maresco ; mention spéciale : Corde de Marcello Sannino
- Prix du public pour la meilleure fiction : Una vita tranquilla de Claudio Cupellini et 20 sigarette (it) de Aureliano Amedei
- Prix du jury Fémis / GNCR pour le meilleur documentaire : Bakroman de Gianluca et Massimilliano De Serio
- Prix du jury professionnel pour le meilleur court métrage : Big Bang Big Boom de Blu ; mention spéciale : Videogioco de Donate Sansone
- Prix lycéens du meilleur court métrage : Deu ci sia de Gianluigi Tarditi et Armandino e il madre de Valeria Golino ; mention spéciale : Mécanique de la grive de Rossella Piccino

### Douzième édition
La douzième édition s'est déroulée du 16 mars au 6 avril 2012.
Ont été primés :
- Prix du public de la meilleure fiction : Scialla! (Stai sereno) de Francesco Bruni
- Prix du meilleur documentaire : Il Castello de Martina Parenti et Massimo d'Anolfi ; mention spéciale : Il capo de Yuri Ancarani
- Prix du jury professionnel pour le meilleur court métrage : Fireworks de Giacomo Abruzzese ; mention spéciale : Il capo de Yuri Ancarani
- Prix lycéens du meilleur court métrage : I morti di Alos de Daniele Atzeni
- Prix spécial du jury : L'estate che non viene de Pasquale Marino

### Treizième édition
La treizième édition a eu lieu du 3 au 21 avril 2013.
Ont été primés :
- Prix du public de la meilleure fiction : ex aequo Alì ha gli occhi azzurri de Claudio Giovannesi et Diaz - Don't Clean Up This Blood de Daniele Vicari
- Prix du meilleur documentaire : Materia oscura de Martina Parenti et Massimo d'Anolfi
- Prix du meilleur court métrage : Masse nella geometria rivelata dello spazio-tempo de Ilaria Pezone ; mention spéciale : Briganti senza leggenda de Gianluigi Toccafondo
- Prix lycéens du meilleur court métrage : meilleur scénario : Zinì e Amì de Pierluca Di Pasquale ; meilleure réalisation : Briganti senza leggenda de Gianluigi Toccafondo ; meilleur acteur de documentaire : Masse nella geometria rivelata dello spazio-tempo de Ilaria Pezone

### Quatorzième édition
La quatorzième édition a eu lieu du 21 mars au 8 avril 2014.
Ont été primés :
- Prix du public de la meilleure fiction : ex aequo Comme le vent de Marco Simon Puccioni et La mia classe (it) de Daniele Gaglianone (it)
- Prix du meilleur documentaire : Il Segreto de Cyop&Kaf
- Prix du meilleur court métrage : Settanta de Pippo Mezzapesa
- Prix lycéens du meilleur court métrage : EINSPRUCH VI de Rolando Colla

### Quinzième édition
La quinzième édition a eu lieu du 20 mars au 7 avril 2015.
Ont été primés :
- Prix du public de la meilleure fiction : Più buio di mezzanotte de Sebastiano Riso
- Prix du meilleur documentaire : Io sto con la sposa (it) d’Antonio Augugliaro, Gabriele Del Grande (it) et Khaled Soliman Al Nassiry
- Prix du meilleur court métrage : L’attesa del maggio de Simone Massi
- Prix lycéens du meilleur court métrage : Beauty de Rino Stefano Tagliaferro